# Radovan Piplović
Radovan Piplović (ur. 13 listopada 1946) – jugosłowiański lekkoatleta, średniodystansowiec.
Zajął 4. miejsce w sztafecie 3 × 1000 metrów oraz odpadł w eliminacjach biegu na 800 metrów na europejskich igrzyskach halowych w 1967 w Pradze. Na europejskich igrzyskach halowych w 1969 w Belgradzie zdobył brązowy medal w sztafecie 3 × 1000 metrów (która biegła w składzie: Piplović, Slavko Koprivica i Adam Ladik) oraz odpadł w eliminacjach biegu na 800 metrów.
Rekord życiowy Piplovicia w biegu na 800 metrów wynosił 1:50,3 (ustanowiony 22 czerwca 1978 w Belgradzie).